# Saurauia asperifolia
Saurauia asperifolia är en tvåhjärtbladig växtart som beskrevs av Otto Stapf och E. G. Baker. Saurauia asperifolia ingår i släktet Saurauia och familjen Actinidiaceae. Inga underarter finns listade i Catalogue of Life.